# Chester C. Thompson

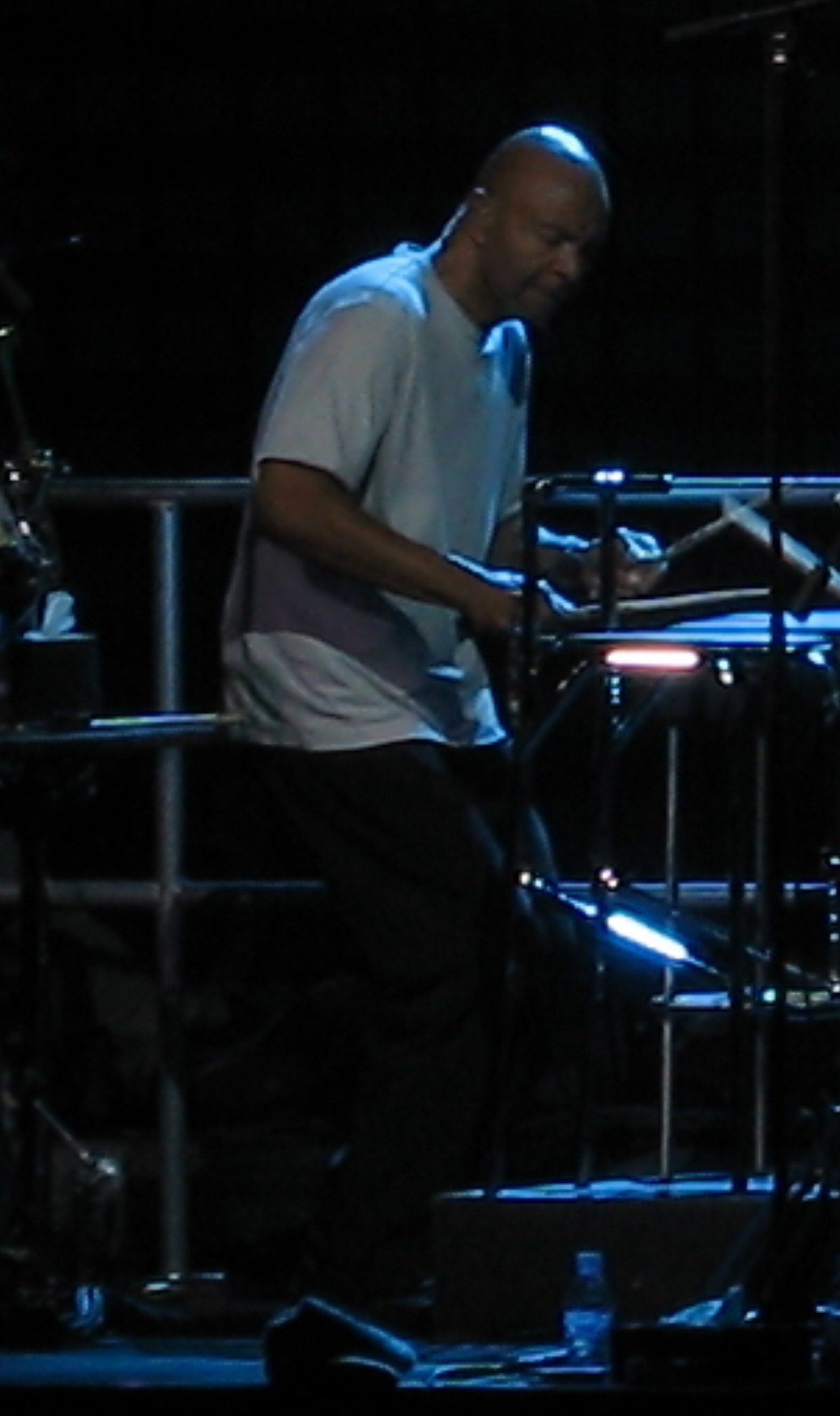
Chester C. Thompson

Chester Cortez Thompson (n. 11 decembrie 1948, Baltimore, Maryland) este un baterist american.
1. ↑  Chester Thompson, Česko-Slovenská filmová databáze
2. ↑  CHESTER THOMPSON (în engleză), Drumchannel.com[*]
3. ↑   http://rockbook.hu/zenekar/genesis Lipsește sau este vid: |title= (ajutor)
4. ↑   http://www.allmusic.com/album/a-joyful-noise-mw0000269633/similar Lipsește sau este vid: |title= (ajutor)
5. ↑   http://www.jazzmusicarchives.com/artist/chester-thompson-drums Lipsește sau este vid: |title= (ajutor)
6. ↑   http://www.allaboutjazz.com/a-curious-feeling-genesis-esoteric-recordings-review-by-john-kelman.php Lipsește sau este vid: |title= (ajutor)
7. ↑   http://www.theconcertdatabase.com/artists/chester-thompson Lipsește sau este vid: |title= (ajutor)
8. 1 2 3 4  Montreux Jazz Festival Database[*] Verificați valoarea |titlelink= (ajutor);